# Bruno Hortelano
Bruno Dominix Hortelano Roig (Wollongong, Australia, 18 de septiembre de 1991) es un exdeportista español que competía en atletismo, especialista en las carreras de velocidad. Posee los récords de España de 100 m, 200 m y 400 m, además del relevo 4 × 100 m.
Ganó una medalla de plata en el Campeonato Mundial de Atletismo en Pista Cubierta de 2022 y dos medallas en el Campeonato Europeo de Atletismo, oro en 2016 y bronce en 2018.
Cursó estudios de Ingeniería Biomédica en la Universidad de Cornell en Nueva York.

## Trayectoria
Nació en Australia, hijo de padre vasco y madre catalana. A los cuatro años se mudó con sus padres a Canadá, donde empezó a practicar el atletismo. Tras concluir el instituto, se trasladó a Ithaca (Nueva York) para estudiar en la Universidad de Cornell y allí entrenar en el equipo universitario.
En categoría juvenil obtuvo una medalla de bronce en el Campeonato Europeo sub-23 de 2013, en el relevo 4 × 100 m. Ya en categoría absoluta, se proclamó campeón de los 200 m en el Europeo de Atletismo de 2016, después de que el ganador de la carrera, el neerlandés Churandy Martina, fuera descalificado por una acción antirreglamentaria.
En los Juegos Olímpicos de Río de Janeiro 2016 compitió en la prueba de 200 m. Ganó su serie preliminar con un tiempo de 20,12 s (récord de España), pero no se pudo clasificar para la final al quedar cuarto en su semifinal. Tres semanas después, el 5 de septiembre, sufrió un accidente de automóvil en Madrid, y tuvo que ser operado de su mano derecha en el Hospital 12 de Octubre. Debido a esto no pudo competir durante 21 meses hasta que retornó a las pistas en mayo de 2018, en un mitin celebrado en Tenerife. En esa misma temporada estableció dos nuevas plusmarcas nacionales: de los 400 m en Madrid y de los 200 m en Getafe.
Después de las malas temporadas de 2019 y 2020, causadas por algunas lesiones que padeció, no se pudo clasificar para los Juegos Olímpicos de Tokio 2020. En 2022 consiguió la medalla de plata en el Campeonato Mundial en Pista Cubierta, en el relevo 4 × 400 m (junto con Iñaki Cañal, Manuel Guijarro y Bernat Erta).
Tras no conseguir buenos resultados en las temporadas siguientes, anunció su retirada en mayo de 2025.

## Palmarés internacional
| Campeonato Mundial en Pista Cubierta | Campeonato Mundial en Pista Cubierta | Campeonato Mundial en Pista Cubierta | Campeonato Mundial en Pista Cubierta |
| Año                                  | Lugar                                | Medalla                              | Prueba                               |
| ------------------------------------ | ------------------------------------ | ------------------------------------ | ------------------------------------ |
| 2022                                 | Belgrado (Serbia)                    | Medalla de plata                     | 4 × 400 m                            |
| Campeonato Europeo                   |                                      |                                      |                                      |
| Año                                  | Lugar                                | Medalla                              | Prueba                               |
| 2016                                 | Ámsterdam (Países Bajos)             | Medalla de oro                       | 200 m                                |
| 2018                                 | Berlín (Alemania)                    | Medalla de bronce                    | 4 × 400 m                            |

## Competiciones internacionales
| Año  | Competición                          | Sede                     | Puesto            | Prueba    | Marca   |
| ---- | ------------------------------------ | ------------------------ | ----------------- | --------- | ------- |
| 2010 | Campeonato Mundial sub-20            | Moncton, Canadá          | 21.º (s.)         | 200 m     | 21,51   |
| 2011 | Campeonato Europeo sub-23            | Ostrava, República Checa | 16.º (s.)         | 100 m     | 10,74   |
| 2012 | Campeonato Europeo                   | Helsinki, Finlandia      | 18.º (sf.)        | 200 m     | 21,35   |
| 2012 | Campeonato Europeo                   | Helsinki, Finlandia      | 9.º (s.)          | 4 × 400 m | 39,81   |
| 2013 | Campeonato Europeo sub-23            | Tampere, Finlandia       | 5.º               | 200 m     | 20,70   |
| 2013 | Campeonato Europeo sub-23            | Tampere, Finlandia       | Medalla de bronce | 4 × 400 m | 38,87   |
| 2013 | Campeonato Europeo sub-23            | Tampere, Finlandia       | 5.º               | 4 × 400 m | 3:05,28 |
| 2013 | Campeonato Mundial                   | Moscú, Rusia             | 16.º (sf.)        | 200 m     | 20,55   |
| 2013 | Campeonato Mundial                   | Moscú, Rusia             | 9.º (s.)          | 4 × 400 m | 38,46   |
| 2016 | Campeonato Mundial en Pista Cubierta | Portland, Estados Unidos | 15.º (sf.)        | 60 m      | 6,63    |
| 2016 | Campeonato Iberoamericano            | Río de Janeiro, Brasil   | Medalla de plata  | 200 m     | 20,48   |
| 2016 | Campeonato Iberoamericano            | Río de Janeiro, Brasil   | 4.º               | 4 × 400 m | 39,28   |
| 2016 | Campeonato Europeo                   | Ámsterdam, Países Bajos  | 4.º               | 100 m     | 10,12   |
| 2016 | Campeonato Europeo                   | Ámsterdam, Países Bajos  | Medalla de oro    | 200 m     | 20,45   |
| 2016 | Juegos Olímpicos                     | Río de Janeiro, Brasil   | 10.º (sf.)        | 200 m     | 20,16   |
| 2018 | Campeonato Europeo                   | Berlín, Alemania         | 4.º               | 200 m     | 20,05   |
| 2018 | Campeonato Europeo                   | Berlín, Alemania         | Medalla de bronce | 4 × 400 m | 3:00,78 |
| 2022 | Campeonato Mundial en Pista Cubierta | Belgrado, Serbia         | 8.º (sf.)         | 400 m     | 46,76   |
| 2022 | Campeonato Mundial en Pista Cubierta | Belgrado, Serbia         | Medalla de plata  | 4 × 400 m | 3:06,82 |

1. ↑  Se clasificó para las semifinales, pero no corrió en ellas.
2. ↑  20,12  en series

## Marcas personales
| Prueba         | Marca   | Viento | Lugar  | Fecha                |
| -------------- | ------- | ------ | ------ | -------------------- |
| 100 metros     | 10.06   | + 1.0  | Madrid | 23 de junio de 2016  |
| 200 metros     | 20.04   | + 0.8  | Getafe | 22 de julio de 2018  |
| 400 metros     | 44.69   | --     | Madrid | 22 de julio de 2018  |
| 4 × 100 metros | 38.46   | --     | Moscú  | 18 de agosto de 2013 |
| 4 × 400 metros | 3:00.78 | --     | Berlín | 11 de agosto de 2018 |

| Prueba     | Marca | Lugar       | Fecha                 |
| ---------- | ----- | ----------- | --------------------- |
| 60 metros  | 6.63  | Portland    | 18 de marzo de 2016   |
| 200 metros | 20.75 | Albuquerque | 14 de marzo de 2014   |
| 400 metros | 46.21 | Salamanca   | 12 de febrero de 2022 |